# Katrín Júlíusdóttir

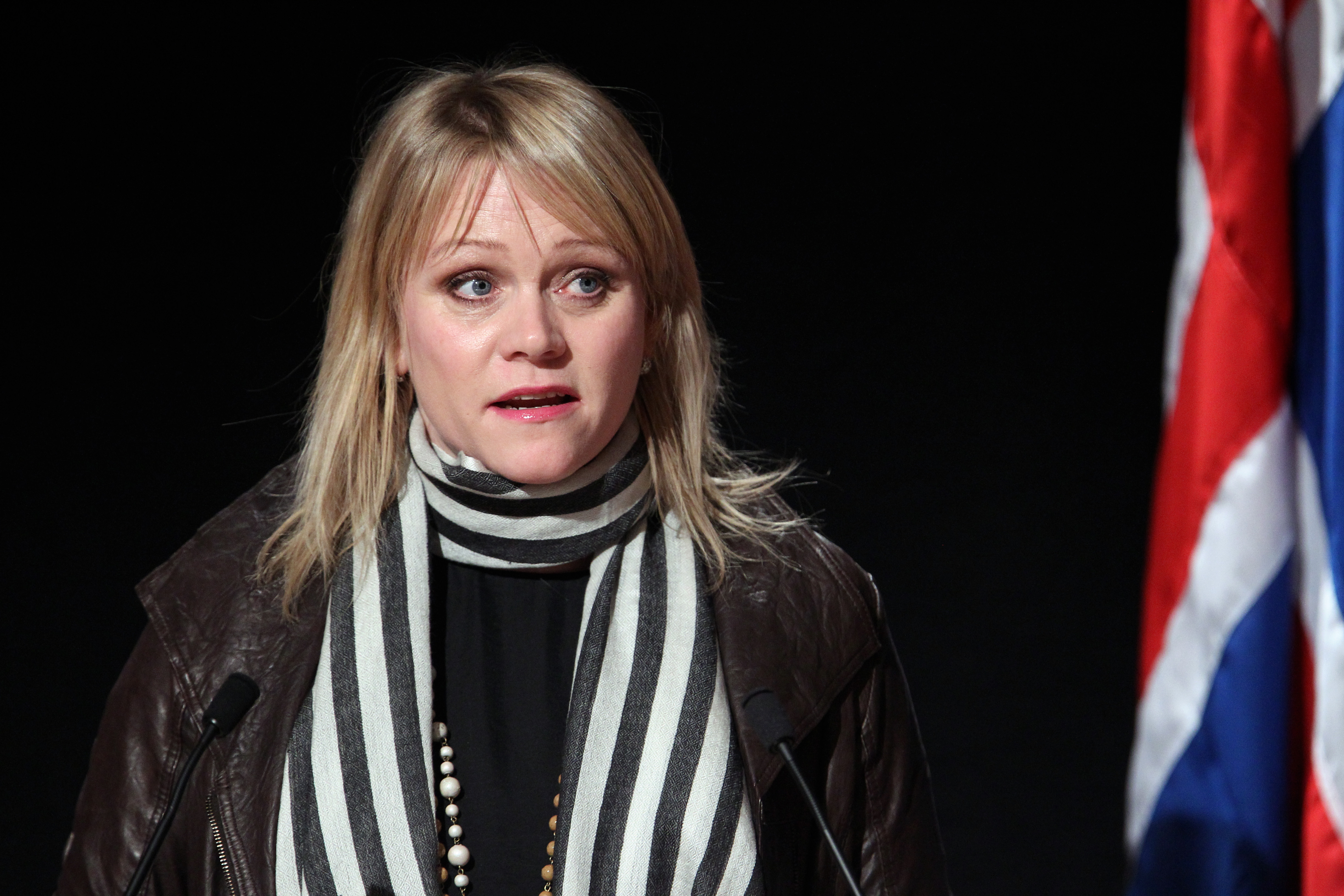
Katrín Júlíusdóttir (2010)

Katrín Júlíusdóttir (* 23. November 1974 in Reykjavík) ist eine isländische Politikerin (Allianz).
Katrín Júlíusdóttir, die an der Universität Island Anthropologie studiert hat, wurde 2003 für den Südwestlichen Wahlkreis Abgeordnete des isländischen Parlaments Althing und hat seitdem in mehreren Ausschüssen mitgewirkt. So war sie etwa Vorsitzende des Ausschusses für Industrie und Leiterin der isländischen Delegation bei der EFTA und der EEA. Vom 10. Mai 2009 bis zum 1. September 2012 war sie Ministerin für Industrie, Energie und Tourismus (im Mutterschaftsurlaub vom 24. Februar bis 1. September 2012). Vom 1. Oktober 2012 bis zum 22. Mai 2013 war sie Finanz- und Wirtschaftsministerin.
Seit 2013 war Katrín Júlíusdóttir stellvertretende Parteivorsitzende der Allianz. Ihr Nachfolger seit Juni 2016 war Logi Einarsson.
Katrín Júlíusdóttir hatte angekündigt, zur Parlamentswahl in Island 2016 nicht mehr anzutreten. Sie stand in der Folge zwar wieder auf der Liste der Allianz für den Südwestlichen Wahlkreis, allerdings auf dem letzten Listenplatz, und die Partei konnte in diesem Wahlkreis keine Sitze mehr erringen.